# Lillian Adams
Lillian Adams (ur. 13 maja 1922 w Nowym Jorku, zm. 25 maja 2011 w  Los Angeles) – amerykańska aktorka.

## Filmografia
- Suite Life: Nie ma to jak statek (2008) jako pani Piperman
- Brzydula Betty (2006) jako Esther
- Bruce Wszechmogący (2003) jako mama Kowolski
- Dwóch i pół (2003) jako pani Freemantle
- Zwariowany świat Malcolma (2000) jako Mona 6
- Becker (1998) jako pani Rowick
- Dharma i Greg (1997) jako pani Spinoza
- Wings (1990) jako starsza pani
- Murphy Brown (1988) jako Estelle
- Out of This World (1987) jako Evie
- Archie Bunker’s Place (1979) jako pani Plotkin
- The Jerk (1979) jako Tillie
- Ironside (1967) jako pani Farber
- Family Affair (1966) jako pani Mariani
- Po tamtej stronie (1963) jako mama Dixa
- Millennium (1959) jako Kiri Hawks
- Whirlybirds (1958) jako Drugstore Clerk